# Jan August Cichocki
Jan August Cichocki herbu Lubicz (ur. 1750 – zm. 18 listopada 1795 w Warszawie) – generał-major wojsk koronnych, uczestnik insurekcji kościuszkowskiej.
Pobierał nauki w Korpusie Kadetów i w Dreźnie. Był adiutantem hetmana Jana Klemensa Branickiego. Jako znawcę spraw wojskowych wykorzystywano go przy reformie wojska z lat 1776–1779 i podczas Sejmu Czteroletniego. Do marca 1790 faktycznie, a do maja 1792 nominalnie dowodził regimentem 5 fizylierów koronnych, w 1792 i w 1794 był twórcą regimentu 15 pieszego koronnego. 4 marca 1792 mianowany na stopień generał-majora. Był członkiem sprzysiężenia, przygotowującego wybuch powstania kościuszkowskiego, był informatorem króla Stanisława Augusta Poniatowskiego o zawiązanym spisku przedpowstańczym. Podczas insurekcji warszawskiej wydał z Arsenału broń ludowi. 20 czerwca 1794 roku Kościuszko oddał mu komendę nad całym frontem ciągnącym się wzdłuż Narwi.
W 1774 był członkiem prefektury Ścisłej Obserwy, w 1780 sędzią Zum zweischneidigen Schwerdte.
Był kawalerem Orderu Świętego Stanisława. Został pochowany na Cmentarzu Świętokrzyskim.